# HD 186377
HD 186377，又名BD+32 3531，SAO 68730、HR 7502，是一颗恒星，视星等为5.94，位于銀經67.29，銀緯4.46，其B1900.0坐标为赤經19h 38m 53.6s，赤緯+32° 4.46′ 23″。